# Peter Benchley
Peter Bradford Benchley (født 8. maj 1940, død 11. februar 2006) var en amerikansk forfatter. Hans gennembrud som forfatter var romanen Dødens gab fra 1974 (dansk udgave 1975) som blev en stor salgssucces. Dødens gab blev filmatiseret med samme navn allerede i 1975 af Steven Spielberg med manuskript af Peter Benchley og Carl Gottlieb. Adskillige af Benchleys senere bøger er også filmatiseret, bl.a. Drama i dybet, Øen og Uhyret.
Senere i livet følte Benchley sig skyldig over hvordan Dødens gab havde udstillet hajer som skurke, og blev en glødende forkæmper for bevarelse af havmiljøet og specielt bevaringen af hajer. Prisen Peter Benchley Ocean Awards er navngivet efter Peter Benchkey som anerkendelse af hans arbejde for havmiljøet.

## Værker af Benchley

### Fiktion
- Jaws (1974) (på dansk: Dødens gab, 1975)
- The Deep (1976) (på dansk: Drama i dybet, 1977)
- The Island (1979) (på dansk: Øen, 1979)
- The Girl of the Sea of Cortez (1982) (på dansk: Pigen og havet, 1983)
- Q Clearance (1986) (på dansk: Forfremmelse frabedes, 1988)
- Rummies (1989)
- Beast (1991) (på dansk: Uhyret, 1993)
- White Shark (1994; genudgivet som Creature i 1997)

### Non-fiktion
- Time and a Ticket (1964)
- Life's Tempo on Nantucket (1970)
- Ocean Planet: Writings and Images of the Sea (1994)
- Shark Trouble: True Stories About Sharks and the Sea (2001)
- Shark!: True Stories and Lessons from the Deep (2002)
- Shark Life: True Stories About Sharks and the Sea (med Karen Wojtyla) (2005)

### Film
- Dødens gab, filmatisering fra 1975
- Drama i dybet, filmatisering fra 1977
- Dødens gab 2, film fra 1978 baseret på karakterer fra Dødens gab
- Øen, filmatisering fra 1980
- Dødens gab 3, film fra 1983 baseret på karakterer fra Dødens gab
- Dødens gab 4 - Hævnen, film fra 1987 baseret på karakterer fra Dødens gab
- Dolphin Cove, tv-serie fra 1989
- The Beast, tv-film fra 1996
- Creature, tv-film fra 1998
- Amazon, tv-serie fra 1999